# 布利斯-萊維特Mk 8型魚雷
布利斯-萊維特Mk 8型魚雷是美國海軍第一款21寸x 21尺魚雷。雖然它在一戰前已經發表了，但大部分是在二戰時經PT艇使用。它最初在1911年由E.W.布利斯公司的Frank McDowell Leavitt設計，並於1913年在美國海軍魚雷站進入全面生產。它在一戰期間被部署在驅逐艦和戰艦，以及在1920年代建造的巡洋艦上。至1941年，所有戰艦和大部分巡洋艦都移除了Mk 8型魚雷魚雷管。二戰期間，Mk 8型魚雷仍在一些老舊的驅逐艦上服役，主要是維克斯級驅逐艦和克萊門森級驅逐艦。它貞在二戰早期裝備於PT艇上，但大多數在1943年中期被Mk 13型魚雷取代。
在租借法案下，約600枚Mk 8型魚雷被送到英國，並根據驅逐艦換基地協議，收到的50艘1930年前的驅逐艦。

## 設計
該魚雷原本設計是在驅逐艦上使用，作為反水面船艦武器。在當初發佈的時候，它是一枚非常先進的魚雷，但當它於二戰期間被正式部署在驅逐艦時，表現出它陳舊的歲月，無法與現代魚雷技術匹敵。它的低速是人們對它的不滿之一。以當時的日本來說，九三式魚雷明顯更快，且在水中更難被察覺。

## 部署上的困難
Mk 8型魚雷的設計存在許多技術難題。第一個問題是簡單地發射魚雷的過程，這充滿了一系列困難。魚雷的陀螺儀在首次發射時非常敏感，需要從平穩的龍骨發射，不然，魚雷會在接觸到水時失去它的穩定性。另一個問題涉及發射機制，出廠的魚雷發射系統在採用黑火藥裝填，以將它推出魚雷管。問題就是在於在西南太平洋戰區上，潮濕的氣候會導致它啞火，有時沒足夠的力把它完全推出魚雷管。這啞火還會導致一樣稱為「熱運行」(hot running)的事情，魚雷在管內直接運作。儘管彈頭不會被引爆，但其發動機會因為沒有水冷卻的情況下過熱、爆炸，碎片打穿甲板。其他問題包括魚雷管用油和油脂大量潤滑，以確保魚雷從管子中順利發射。有時在發射的時候，推動裝藥會點燃潤滑劑，著火冒出黑煙，曝露魚雷艇的位置。
魚雷並沒有如新型型號一樣的爆炸威力，它攜帶不到500磅TNT炸藥，遠不能保證擊沉船隻。這也令很多船長感到氣餒，即使精確命中敵方船隻，彈頭爆炸，但不能擊沉它們，很多目標都逃之夭夭。

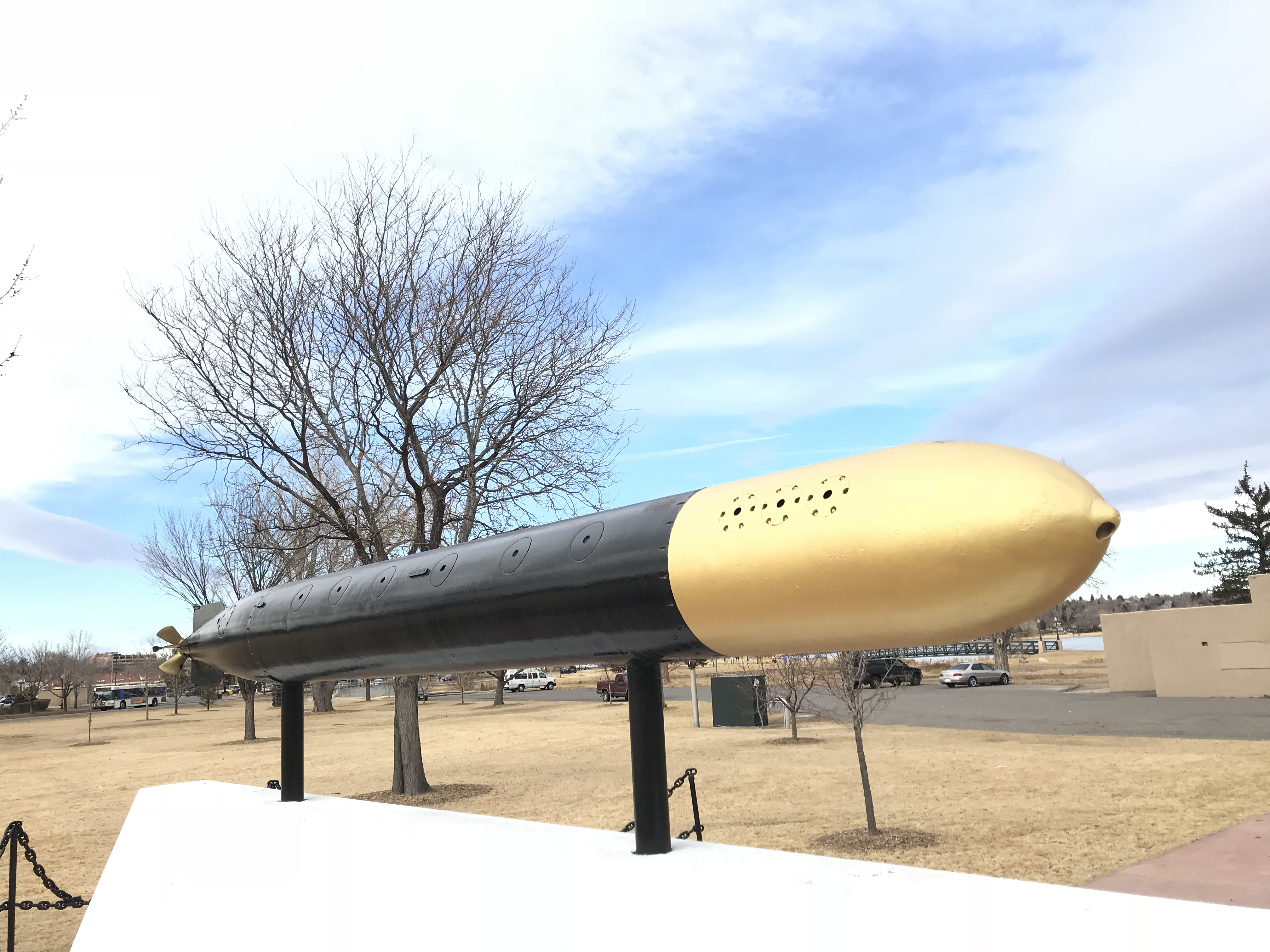

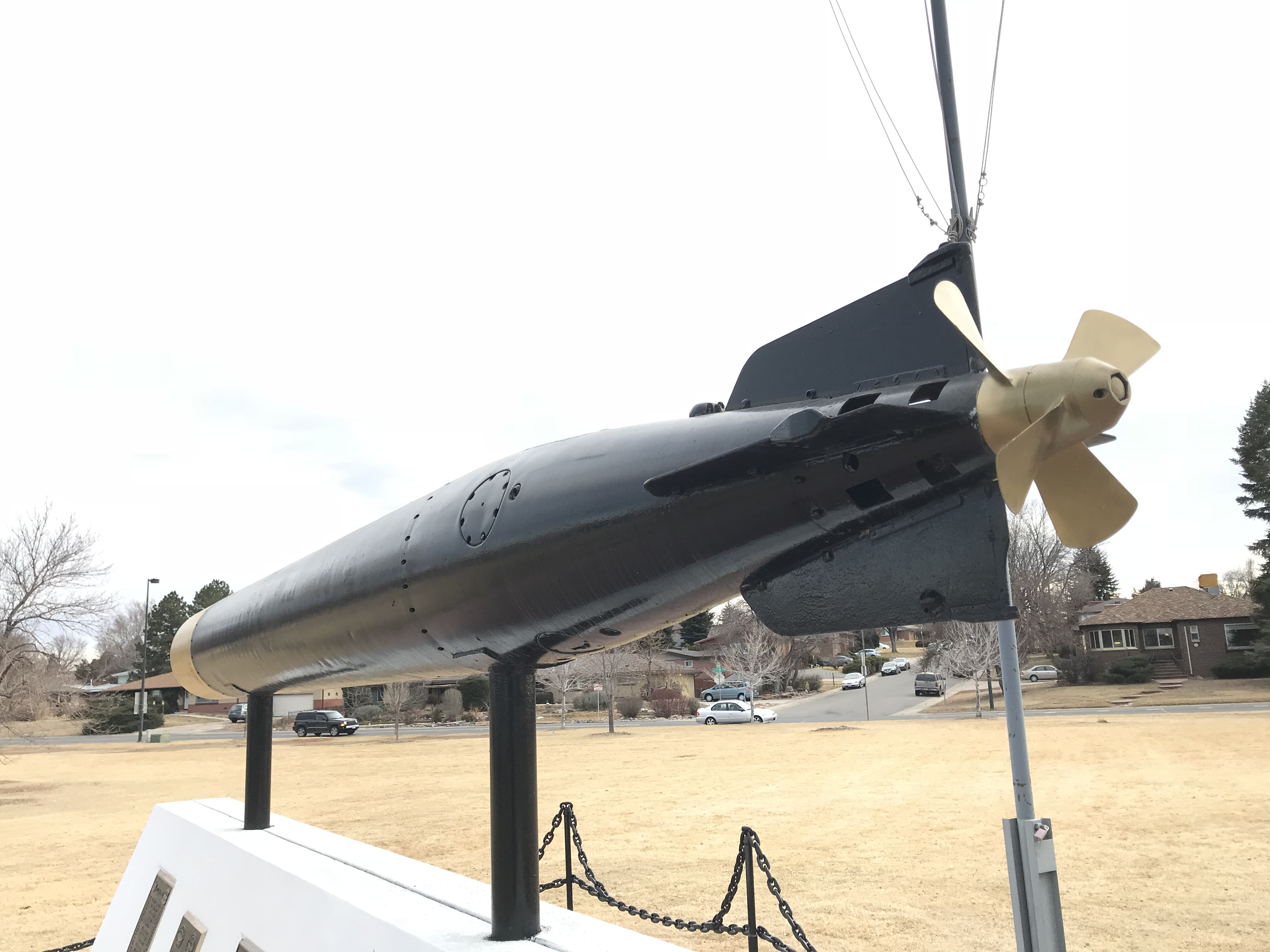